# Rosemary Rodriguez

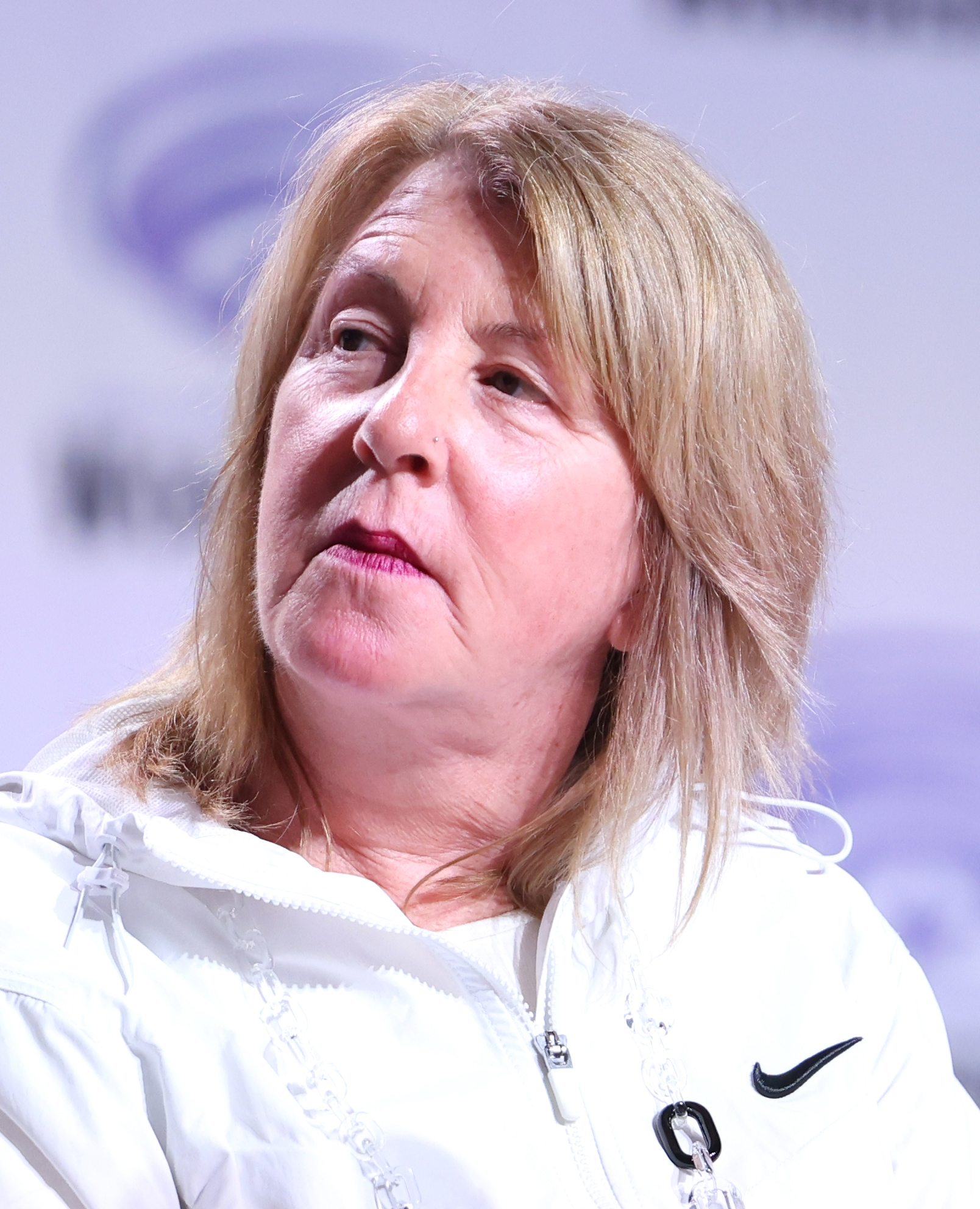
Rosemary Rodriguez (2025)

Rosemary Abitabile Rodriguez (* in Boston, Massachusetts) ist eine US-amerikanische Film- und Fernsehregisseurin.

## Leben
Rosemary Abitabile Rodriguez wurde in Boston geboren. Sie wurde von einem Italoamerikanischen Ehepaar adoptiert und wuchs in Amherst, New York auf. Sie studierte an der Brandeis University und zog nach ihrem Abschluss nach New York City, um an der New York University Film zu studieren. Stattdessen wurde sie drogenabhängig und lebte drei Jahre lang auf der Straße. Diese Erfahrungen zwischen ihrem 27. und 30. Lebensjahr verarbeitete sie später zu dem Kurzfilm Acts of Worship. Es dauerte neun Jahre, um den Film entstehen zu lassen. Er wurde von Kritikern gefeiert und auf mehreren Filmfestivals mit unterschiedlichen Preisen prämiert. So wurde sie unter anderem bei den Independent Spirit Awards 2002 für den John Cassavetes Award nominiert.
Seit 2004 ist sie als Regisseurin für unterschiedliche Fernsehserien tätig. So inszenierte sie Folgen von Rescue Me, Castle und von Good Wife und Elementary.

## Filmografie (Auswahl)
- 2001: Acts of Worship
- 2004–2005: Third Watch – Einsatz am Limit (Third Watch, Fernsehserie, zwei Folgen)
- 2006–2007: Without a Trace – Spurlos verschwunden (Without a Trace, Fernsehserie, zwei Folgen)
- 2009: Rescue Me (Fernsehserie, drei Folgen)
- 2010: Criminal Minds (eine Folge)
- 2010: Castle (eine Folge)
- 2011: Hawthorne (Fernsehserie, drei Folgen)
- 2010–2016: Good Wife (The Good Wife, Fernsehserie, 18 Folgen)
- 2012: Elementary (Fernsehserie, eine Folge)
- 2024: Elsbeth (Fernsehserie, zwei Folgen)